# 야마오카 데쓰야
야마오카 데쓰야(일본어: 山岡 哲也, 1990년 3월 4일 ~ )는 일본의 전 축구 선수이다.

## 구단 경력
그는 2016년부터 2019년까지 J리그의 가고시마 유나이티드 FC에서 활동하였다.